# Buick Y-Job
La Buick Y-Job è una concept car realizzata nel 1938 dalla casa automobilistica statunitense Buick. 

## Il contesto

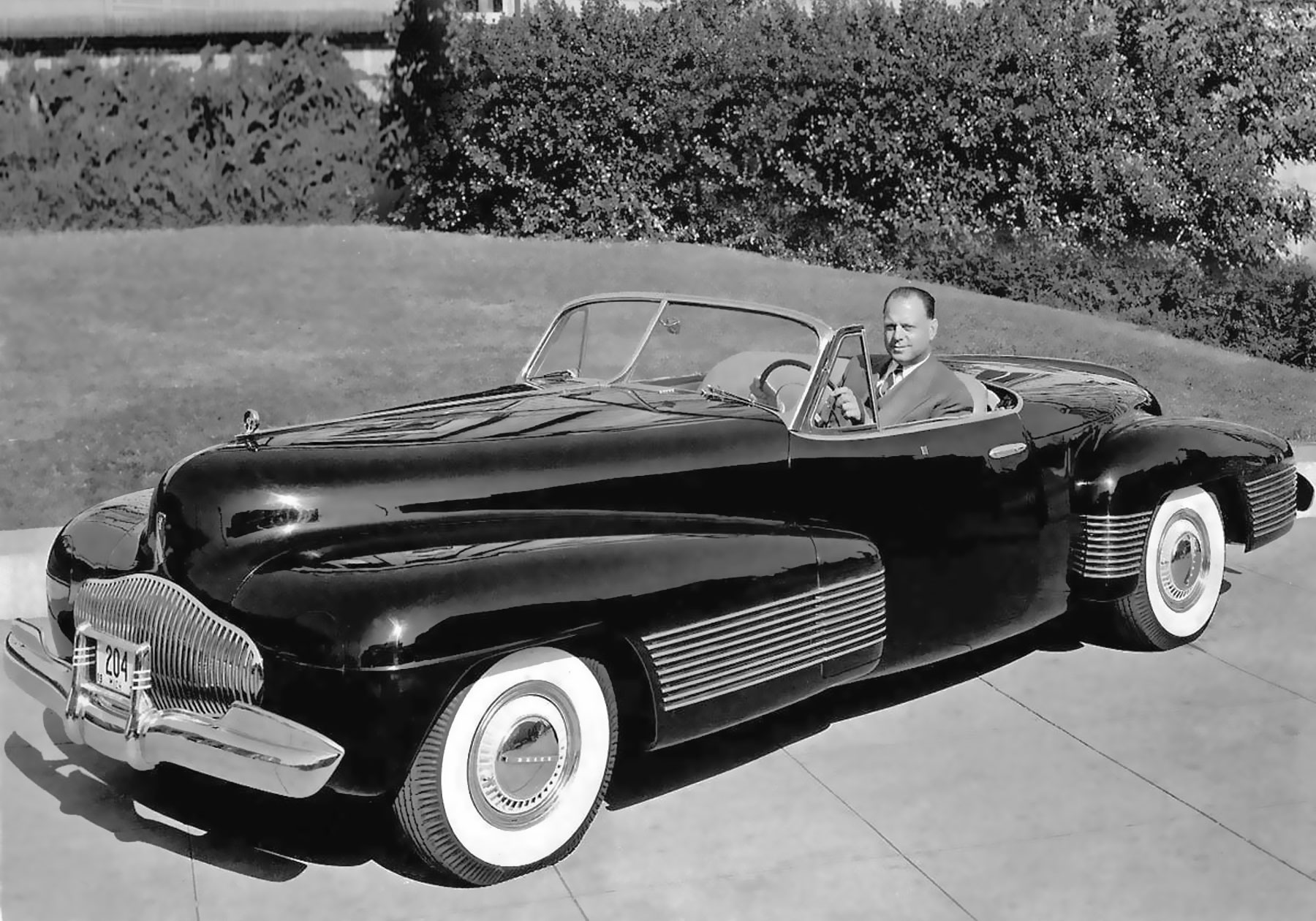
Harley J. Earl sulla Buick Y-Job

È considerata la prima vera dream car della storia dell'automobile. Fu disegnata da Harley J. Earl, Chief Design della General Motors, che creò un'automobile avveniristica sotto ogni punto di vista, dal design al nome. La "Y" infatti stava a indicare che questo modello era avanti perfino ai prototipi più innovativi, i quali spesso venivano indicati con la lettera "X".
La vettura era dotata di fari anteriori a scomparsa, carrozzeria pulita e aerodinamica, finestrini e capote azionabili elettricamente. Queste sono solo alcune delle tecnologie che resero la Y-Job, considerando l'epoca in cui venne fabbricata, una macchina futuristica, l'intento di Earl effettivamente era proprio quello di dimostrare fin dove potesse spingersi la General Motors. Come motore venne adottato un 8 cilindri in linea da 4.065 cm³, accoppiato a una trasmissione automatica Dynaflow. 
Rimase esemplare unico, ma anticipò le soluzioni, soprattutto stilistiche, che sarebbero state impiegate nei modelli Buick nel dopoguerra. Questa dream car è considerata il capolavoro di Earl, che ne fu talmente fiero che la utilizzo come veicolo personale durante gli anni '40, percorrendovi circa 50 mila miglia, tuttavia il contachilometri originale, probabilmente per un guasto, venne sostituito da uno nuovo che segna meno di 29 mila miglia percorse.